# Хавиер Пасторе
Хавиер Матиас Пасторе (Javier Matías Pastore) е аржентински футболист – полузащитник. 

## Клубна кариера

### Талерес
Пасторе започва като юноша на Талерес – отбор, чийто привърженик е от дете. Преминава през младежките формации и дебютира за първия отбор през 2007 г. в мач от аржентинската втора дивизия. Записва 5 мача за Талерес през сезон 2007/08.

### Хуракан
През 2008 г. е отдаден под наем в Хуракан, където си спечелва титулярна позиция и помага на отбора да се бори за титлата в шампионата. Дебютът му е на 24 май 2008 г. в мач, загубен от Ривър Плейт с 1:0. През сезон 2008/09 се утвърждава като титуляр в отбора. В мача с Ривър Плейт, Пасторе вкарва гол с удар от 25 метра и помага на отбора си да победи с 4:0 – най-голямата победа на Клуб Атлетико Хуракан над Ривър Плейт от близо 60 години.
Завършва сезона като голмайстор на клуба със 7 гола и 3 асистенции.

### Палермо
На 11 юли 2009 г. официално е обявен като ново попълнение на Палермо, като трансферната сума е $4,7 милиона долара.
Дебютът му за „Орлите“ е на 15 юли в мач за Купата на Италия, а първият му мач в Серия А е 8 дена по-късно.
Отбелязва първия си гол на 30 януари 2010 г. в двубой с Бари, загубен с 2:4.
В началото на първия си сезон Пасторе е главно резерва, демонстрирайки завидни качества, но и неопитност. Въпреки това през втората половина на сезона все по-често присъства в стартовите 11, на позиция зад двойката нападатели Миколи – Кавани.
Пасторе има големи заслуги за доброто представяне на отбора му, който се класира за Лига Европа, за което получава много хвалби от феновете.
През сезон 2010/11, Пасторе отбелязва първия си хеттрик в дербито срещу Катания.
На 30 юли 2011 г. президентът Маурицио Зампарини разкрива, че е договорена сума за Хавиер Пасторе със ПСЖ.

### Пари Сен Жермен
На 6 август 2011 г. е официално представен с екипа на ПСЖ с номер 27. Трансферната сума е 39,8 милиона евро. Тъй като агентът на Пасторе има права върху него, получава 12,5 млн. евро, а Пари Сен Жермен получава останалите 22,8 милиона евро.
Първият му гол е единственият в мача срещу Стад Брест 29 на 11 септември 2011 г.

## Национален отбор
С добрите си изяви за „Палермо“ Пасторе привлича вниманието на националния селекционер Диего Марадона, като първо играе в неофициален мач срещу Хърватска, а официален дебют за „Гаучосите“ прави срещу Канада на 25 май 2010 г.
Пасторе е част от 23-мата избраника на Марадона за Модиал 2010, регистрирайки две изиграни срещи – срещу Гърция и срещу Мексико. Той играе в неофициален мач срещу сборен отбор на Каталуния. Мачът не е проведен от ФИФА и не е официално признат, затова голът, който Пасторе вкарва, не е признат. Този мач също така не се брои към неговата статистика.

## Отличия
Най-добър млад играч в Серия А – 2010 г.
 Пари Сен Жермен
- Лига 1 (5) – 2013, 2014, 2015, 2016, 2018
- Купа на Франция (4) – 2015, 2016, 2017, 2018
- Купа на Лигата на Франция (5) – 2014, 2015, 2016, 2017, 2018
- Суперкупа на Франция (5) – 2013, 2014, 2015, 2016, 2017

## Статистика
Информацията е актуална към 26 юни 2018 г.
| Отбор             | Сезон             | Първенство | Първенство | Първенство | Купа   | Купа   | Купа       | Европа | Европа | Европа     | Общо   | Общо   | Общо       |
| Отбор             | Сезон             | Мачове     | Голове     | Асистенции | Мачове | Голове | Асистенции | Мачове | Голове | Асистенции | Мачове | Голове | Асистенции |
| ----------------- | ----------------- | ---------- | ---------- | ---------- | ------ | ------ | ---------- | ------ | ------ | ---------- | ------ | ------ | ---------- |
| Хуракан           | 2008–09           | 1          | 0          | 0          | 0      | 0      | 0          | 0      | 0      | 0          | 1      | 0      | 0          |
| Хуракан           | 2008–09           | 30         | 8          | 4          | 0      | 0      | 0          | 0      | 0      | 0          | 30     | 8      | 4          |
| Хуракан           | Общо              | 31         | 8          | 4          | 0      | 0      | 0          | 0      | 0      | 0          | 31     | 8      | 4          |
| Палермо           | 2009–10           | 34         | 3          | 5          | 1      | 0      | 0          | 0      | 0      | 0          | 35     | 3      | 5          |
| Палермо           | 2010–11           | 35         | 11         | 5          | 3      | 2      | 1          | 6      | 1      | 1          | 44     | 14     | 7          |
| Палермо           | Общо              | 69         | 14         | 10         | 4      | 2      | 1          | 6      | 1      | 1          | 79     | 17     | 12         |
| Пари Сен Жермен   | 2011–12           | 33         | 13         | 6          | 3      | 1      | 0          | 7      | 2      | 2          | 43     | 16     | 8          |
| Пари Сен Жермен   | 2012–13           | 34         | 4          | 10         | 4      | 2      | 1          | 10     | 3      | 2          | 48     | 9      | 13         |
| Пари Сен Жермен   | 2013–14           | 29         | 1          | 3          | 6      | 1      | 1          | 6      | 1      | 0          | 41     | 3      | 4          |
| Пари Сен Жермен   | 2014–15           | 34         | 5          | 12         | 6      | 1      | 0          | 10     | 0      | 1          | 50     | 6      | 13         |
| Пари Сен Жермен   | 2015–16           | 16         | 2          | 6          | 4      | 1      | 0          | 6      | 0      | 0          | 26     | 3      | 6          |
| Пари Сен Жермен   | 2016–17           | 15         | 0          | 5          | 6      | 3      | 4          | 2      | 0      | 0          | 23     | 3      | 9          |
| Пари Сен Жермен   | 2017–18           | 23         | 4          | 6          | 8      | 1      | 0          | 3      | 0      | 0          | 34     | 5      | 6          |
| Пари Сен Жермен   | Общо              | 184        | 29         | 48         | 37     | 10     | 6          | 44     | 6      | 5          | 265    | 45     | 59         |
| Общо за кариерата | Общо за кариерата | 284        | 51         | 62         | 41     | 12     | 7          | 50     | 7      | 6          | 375    | 70     | 75         |

### Национален отбор
| Национален отбор | Сезон | Мачове | Голове |
| ---------------- | ----- | ------ | ------ |
| Аржентина        | 2010  | 4      | 0      |
| Аржентина        | 2011  | 7      | 0      |
| Аржентина        | 2012  | 0      | 0      |
| Аржентина        | 2013  | 0      | 0      |
| Аржентина        | 2014  | 5      | 0      |
| Аржентина        | 2015  | 11     | 2      |
| Аржентина        | 2016  | 0      | 0      |
| Общо             | Общо  | 27     | 2      |

## Международни голове
| Goal | Date         | Venue                                             | Opponent | Score | Result | Competition       |
| ---- | ------------ | ------------------------------------------------- | -------- | ----- | ------ | ----------------- |
| 1.   | 31 март 2015 | МетЛайф Стейдиъм, Ийст Ръдърфорд, Ню Джърси, САЩ  | Еквадор  | 2–1   | 2 – 1  | приятелски мач    |
| 2.   | 30 юни 2015  | Естадио Мунисипал де Консепсион, Консепсион, Чили | Парагвай | 2–0   | 6 – 1  | Копа Америка 2015 |